# Bilingvism
Termenul bilingvism, folosit în sociolingvistică și în lingvistica istorică, denumește situația în care se găsește un vorbitor sau un grup de vorbitori ce folosește în mod curent două limbi, precum și capacitatea acestora de a o face. Folosirea celor două limbi este alternativă și alegerea uneia sau a celeilalte depinde de mediul sau situația în care are loc comunicarea. Bilingvismul este foarte răspândit. În prezent, în lume sunt mai mulți bilingvi și plurilingvi decât monolingvi.
Despre bilingvism se poate vorbi din mai multe puncte de vedere: condițiile în care apare, rolul său în formarea și evoluția limbilor, modul în care este dobândit, gradul de stăpânire a celor două limbi etc.

## Condițiile apariției bilingvismului
Bilingvismul poate fi de mai multe feluri din punctul de vedere al apariției sale.
- Bilingvismul natural, pașnic, neimpus, se creează inconștient prin contacte directe între vorbitori a două limbi prin conviețuire pe același teritoriu sau în zone limitrofe a două țări între care circulația persoanelor este liberă. În acest caz există egalitate între statutele celor două limbi.
- Bilingvismul imigranților este autoimpus, voit, conștient, existent din necesități materiale și culturale ce decurg din conviețuirea cu populația statului primitor. În aceste condiții, cele două limbi sunt inegale ca statut, cea a imigranților nefiind acceptată în afara mediului lor familial și/sau comunitar[2].
- Bilingvismul membrilor unei minorități naționale sau etnice se dezvoltă în condiții istorice inegale, și caracterul său depinde de politica statului respectiv față de minoritatea respectivă, putând fi natural sau impus de stat. Tot statul poate duce o politică de favorizare a păstrării limbii unei minorități în condiții de bilingvism, acordându-i un statut juridic care poate merge până la cel de limbă oficială la egalitate cu statutul limbii/limbilor majoritarilor. Este cazul, de exemplu, în Belgia, unde sunt trei limbi oficiale, inclusiv germana, care este minoritară[2].

## Rolul bilingvismului în istoria limbilor și durata sa
Unele limbi s-au format în urma unei perioade suficient de lungi de bilingvism al vorbitorilor unei limbi în contact cu vorbitorii alteia. Astfel, bilingvismul bulgaro-slav din secolele al VII-lea – al IX-lea a dus la asimilarea limbii altaice a bulgarilor de către limba slavă veche meridională, formându-se limba bulgară. A existat de asemenea un bilingvism româno-slav, în urma căruia limba slavă a fost asimilată de română. În toate zonele romanizate, limba latină s-a impus, asimilând limbile autohtone, ca rezultat al bilingvismului latino-autohton.
Durata bilingvismului poate fi de sute de ani în procesul de formare a unei limbi. În general, durata sa depinde de mai mulți factori, în primul rând de faptul dacă limbile în cauză au un statut egal sau inegal. În primul caz poate dura la infinit. În caz de inegalitate este în joc și prestigiul limbilor în contact, mărimea grupului de vorbitori minoritari fața de cel al majoritarilor, stabilitatea teritorială a minoritarilor, continuitatea contactelor dintre vorbitorii limbii minoritare, continuitatea contactelor dintre aceștia și vorbitorii aceleiași limbi dintr-o țară în care sunt majoritari, interesul vorbitorilor de a-și păstra limba, precum și politica statelor față de minoritari.

## Felurile bilingvismului
Se pot distinge mai multe feluri de bilingvism, din mai multe puncte de vedere.
Din punctul de vedere al ajungerii individului la competența de bilingv, bilingvismul poate fi dobândit în mod natural sau prin studierea unei limbi alta decât cea maternă, eventual într-un cadru școlar. Pe cale naturală, limbile pot fi învățate simultan, de exemplu de către copii într-o familie mixtă. Pot fi învățate și succesiv, ambele în mod natural, sau a doua prin studiere.
Din punctul de vedere al calității bilingvismului, se poate vorbi de un bilingvism echilibrat, când competența este egală în ambele limbi, sau de unul în care competența este diferită, una dintre limbi fiind dominantă.
Bilingvismul aditiv sau de elită este cel al unui grup majoritar care a învățat o limbă secundă fără ca aceasta să constituie un pericol pentru limba sa maternă (de exemplu cazul canadienilor anglofoni care au învățat franceza). În acest caz, ambele limbi sunt valorizate, adică au prestigiu. Acest tip de bilingvism se opune celui substractiv sau popular, în cazul căruia limba secundă tinde să înlocuiască limba maternă. Este cazul limbilor minoritare, în situația când acestea sunt devalorizate.
S-a mai distins și un bilingvism compus de unul coordonat. Primul ar fi al celor care învață ambele limbi simultan, într-un mediu unic și dezvoltă o reprezentare mintală unică pentru ambele. Ei ar atribui sensuri identice unităților lexicale corespunzătoare. De exemplu, en  dog și fr  chien „câine” ar fi pentru ei pur și simplu două cuvinte pentru aceeași noțiune. Al doilea ar fi propriu celor care învață limbile în medii diferite, asociate unor culturi diferite, dezvoltând reprezentări mintale diferite. Ei ar atribui parțial sau total sensuri diferite unităților lexicale corespunzătoare între ele din cele două limbi. Astfel dog ar însemna ceva diferit de chien. De fapt, majoritatea bilingvilor se află între cele două situații, de aceea această distincție este în prezent considerată inoperantă.